# Xã Cedar Creek, Quận Wayne, Missouri
Xã Cedar Creek (tiếng Anh: Cedar Creek Township) là một xã thuộc quận Wayne, tiểu bang Missouri, Hoa Kỳ. Năm 2010, dân số của xã này là 448 người.